# Parigi-Camembert 2003
La Parigi-Camembert 2003, sessantaquattresima edizione della corsa e valida come evento del circuito UCI categoria 1.2, si svolse il 22 aprile 2003, per un percorso totale di 200 km. Fu vinta dal francese Laurent Brochard, al traguardo con il tempo di 4h35 19" alla media di 43,49 km/h.
Partenza con 94 ciclisti, dei quali 69 portarono a termine il percorso.

## Ordine d'arrivo (Top 10)
| Pos. | Corridore        | Squadra       | Tempo    |
| ---- | ---------------- | ------------- | -------- |
| 1    | Laurent Brochard | AG2R Prév.    | 4h35'19" |
| 2    | Carlos Torrent   | Paternina     | a 38"    |
| 3    | Nicolas Vogondy  | Fdjeux.com    | a 43"    |
| 4    | Sandy Casar      | Fdjeux.com    | s.t.     |
| 5    | Franck Renier    | La Boulangère | s.t.     |
| 6    | Franck Pencolé   | MBK           | s.t.     |
| 7    | René Jørgensen   | Team Fakta    | s.t.     |
| 8    | Luis Pasamontes  | Colchon Relax | s.t.     |
| 9    | Patrice Halgand  | Jean Delatour | s.t.     |
| 10   | Anthony Geslin   | La Boulangère | s.t.     |